# Guido de Lusignan (fallecido en 1343)
Guido de Lusignan (1316 - 1343) fue el condestable de Chipre y príncipe titular de Galilea.
Era el hijo de Hugo IV de Chipre y de su primera esposa María de Ibelín.
El 29 de noviembre de 1328 fue comprometido con María de Borbón, hija del duque Luis I de Borbón y María de Avesnes. La boda se realizó el 20 de diciembre de 1328 por poderes. La novia llegó a Famagusta en el mes de junio de 1329. El 31 de enero de 1330 se celebró en la iglesia de Santa Sofía en Nicosia otra boda nupcial en presencia de la pareja.
De esta unión nació un hijo:
- Hugo (1335 - 1385)

Guido fue nombrado condestable de Chipre entre 1336 y 1338. Murió en 1343. A María no se le permitió salir de Chipre hasta 1346 bajo las órdenes de su suegro.